# Afrika-Cup 1998/Qualifikation
Insgesamt 36 Mannschaften meldeten sich zur Teilnahme am Afrika-Cup 1998 in Burkina Faso.
Titelverteidiger Südafrika und Gastgeber Burkina Faso waren für die Endrunde automatisch qualifiziert. Von den restlichen 34 Mannschaften hatten 22 ein Freilos für die Hauptrunde, die sieben Gruppen zu je vier Mannschaften umfasste. Die restlichen 12 Mannschaften ermittelten in einer K.o.-Runde mit Hin- und Rückspielen die restlichen 6 Teilnehmer der Hauptrunde. Die Gruppensieger und Gruppenzweiten der Hauptrunde qualifizierten sich für den Afrika-Cup 1998 in Burkina Faso.

## Teilnehmer
Automatisch qualifiziert:
- Südafrika   (Titelverteidiger)
- Burkina Faso   (Gastgeber)

### Nichtteilnehmer
ausgeschlossen wegen Boykotts der Endrunde des Afrika-Cups 1996
- Nigeria

ausgeschlossen wegen Rückzugs während der Qualifikation zum Afrika-Cup 1996
- Gambia
- Guinea-Bissau
- Lesotho
- Madagaskar
- Niger

sonstige Nichtteilnehmer
- Tschad
- Dschibuti
- Libyen
- Ruanda
- Somalia
- Swasiland

## Vorausscheidung

### Gruppe 2
| Datum      |             | Ergebnis |             | Ort        |
| ---------- | ----------- | -------- | ----------- | ---------- |
| 08.08.1996 | Benin       | 4:1      | Mauretanien | Cotonou    |
| 30.08.1996 | Mauretanien | 0:0      | Benin       | Nouakchott |
| Gesamt:    | Benin       | 4:1      | Mauretanien |            |

### Gruppe 3
| Datum      |           | Ergebnis        |           | Ort         |
| ---------- | --------- | --------------- | --------- | ----------- |
| 11.08.1996 | Uganda    | 1:1             | Äthiopien | Kampala     |
| 25.08.1996 | Äthiopien | 1:1             | Uganda    | Addis Ababa |
| Gesamt:    | Uganda    | 2:2 (2:4 i. E.) | Äthiopien |             |

### Gruppe 4
|                              | Ergebnis |                       |
| ---------------------------- | -------- | --------------------- |
| Zentralafrikanische Republik |          | Burundi zurückgezogen |

### Gruppe 5
| Datum      |          | Ergebnis |          | Ort      |
| ---------- | -------- | -------- | -------- | -------- |
| 11.08.1996 | Botswana | 0:0      | Namibia  | Gaborone |
| 25.08.1996 | Namibia  | 6:0      | Botswana | Windhoek |
| Gesamt:    | Botswana | 0:6      | Namibia  |          |

### Gruppe 6
| Datum      |                | Ergebnis |                | Ort          |
| ---------- | -------------- | -------- | -------------- | ------------ |
| 11.08.1996 | Republik Kongo | 0:0      | Togo           | Pointe Noire |
| 25.08.1996 | Togo           | 1:0      | Republik Kongo | Lomé         |
| Gesamt:    | Republik Kongo | 0:1      | Togo           |              |

### Gruppe 7
| Datum      |            | Ergebnis |            | Ort        |
| ---------- | ---------- | -------- | ---------- | ---------- |
| 11.08.1996 | Mauritius  | 1:0      | Seychellen | Port Louis |
| 24.08.1996 | Seychellen | 1:1      | Mauritius  | Victoria   |
| Gesamt:    | Mauritius  | 2:1      | Seychellen |            |

## Hauptrunde

### Gruppe 1
| Pl. | Verein   | Sp.                        | S                          | U                          | N                          | Tore                       | Diff.                      | Punkte                     |
| --- | -------- | -------------------------- | -------------------------- | -------------------------- | -------------------------- | -------------------------- | -------------------------- | -------------------------- |
| 1.  | Ghana    | 4                          | 2                          | 1                          | 1                          | 004:300                    | +1                         | 07                         |
| 2.  | Angola   | 4                          | 2                          | 0                          | 2                          | 004:400                    | ±0                         | 06                         |
| 3.  | Simbabwe | 4                          | 1                          | 1                          | 2                          | 003:400                    | −1                         | 04                         |
| 04. | Sudan    | Rückzug am 16. Januar 1997 | Rückzug am 16. Januar 1997 | Rückzug am 16. Januar 1997 | Rückzug am 16. Januar 1997 | Rückzug am 16. Januar 1997 | Rückzug am 16. Januar 1997 | Rückzug am 16. Januar 1997 |

| 06.10.1996 | Kumasi   | Ghana    | – | Angola   | 2:1 |
| 06.10.1996 | Khartoum | Sudan    | – | Simbabwe | 0:3 |
| 26.01.1997 | Harare   | Simbabwe | – | Ghana    | 0:0 |
| 23.02.1997 | Harare   | Simbabwe | – | Angola   | 1:0 |

### Gruppe 2
| Pl. | Verein         | Sp. | S | U | N | Tore    | Diff. | Punkte |
| --- | -------------- | --- | - | - | - | ------- | ----- | ------ |
| 1.  | Elfenbeinküste | 6   | 4 | 1 | 1 | 010:800 | +2    | 13     |
| 2.  | Algerien       | 6   | 3 | 1 | 2 | 009:500 | +4    | 10     |
| 3.  | Mali           | 6   | 3 | 0 | 3 | 009:900 | ±0    | 09     |
| 4.  | Benin          | 6   | 0 | 2 | 4 | 003:900 | −6    | 02     |

| 06.10.1996 | Algier  | Algerien       | – | Elfenbeinküste | 4:1 |
| 06.10.1996 | Cotonou | Benin          | – | Mali           | 1:2 |
| 26.01.1997 | Bouaké  | Elfenbeinküste | – | Benin          | 1:0 |
| 26.01.1997 | Bamako  | Mali           | – | Algerien       | 1:0 |
| 23.02.1997 | Cotonou | Benin          | – | Algerien       | 1:1 |
| 23.02.1997 | Bamako  | Mali           | – | Elfenbeinküste | 1:2 |

### Gruppe 3
| Pl. | Verein    | Sp. | S | U | N | Tore    | Diff. | Punkte |
| --- | --------- | --- | - | - | - | ------- | ----- | ------ |
| 1.  | Marokko   | 6   | 4 | 2 | 0 | 010:100 | +9    | 14     |
| 2.  | Ägypten   | 6   | 2 | 3 | 1 | 012:400 | +8    | 09     |
| 3.  | Senegal   | 6   | 2 | 2 | 2 | 005:600 | −1    | 08     |
| 4.  | Äthiopien | 6   | 0 | 1 | 5 | 003:190 | −16   | 01     |

| 04.10.1996 | Kairo       | Ägypten   | – | Marokko   | 1:1 |
| 06.10.1996 | Addis Ababa | Äthiopien | – | Senegal   | 1:2 |
| 25.01.1997 | Dakar       | Senegal   | – | Ägypten   | 0:0 |
| 22.02.1997 | Dakar       | Senegal   | – | Marokko   | 0:0 |
| 23.02.1997 | Addis Ababa | Äthiopien | – | Ägypten   | 1:1 |
| 31.05.1997 | Rabat       | Marokko   | – | Äthiopien | 4:0 |

### Gruppe 4
| Pl. | Verein                       | Sp.                                | S                                  | U                                  | N                                  | Tore                               | Diff.                              | Punkte                             |
| --- | ---------------------------- | ---------------------------------- | ---------------------------------- | ---------------------------------- | ---------------------------------- | ---------------------------------- | ---------------------------------- | ---------------------------------- |
| 1.  | Tunesien                     | 3                                  | 2                                  | 0                                  | 1                                  | 003:100                            | +2                                 | 06                                 |
| 2.  | Guinea                       | 3                                  | 2                                  | 0                                  | 1                                  | 002:100                            | +1                                 | 06                                 |
| 3.  | Sierra Leone                 | 2                                  | 0                                  | 0                                  | 2                                  | 000:300                            | −3                                 | 0                                  |
| 04. | Zentralafrikanische Republik | disqualifiziert am 16. Januar 1997 | disqualifiziert am 16. Januar 1997 | disqualifiziert am 16. Januar 1997 | disqualifiziert am 16. Januar 1997 | disqualifiziert am 16. Januar 1997 | disqualifiziert am 16. Januar 1997 | disqualifiziert am 16. Januar 1997 |

| 06.10.1996 | Tunis   | Tunesien                     | – | Sierra Leone | 2:0 |
| 06.10.1996 | Bangui  | Zentralafrikanische Republik | – | Guinea       | 2:3 |
| 26.01.1997 | Conakry | Guinea                       | – | Tunesien     | 1:0 |
| 23.02.1997 | Conakry | Guinea                       | – | Sierra Leone | 1:0 |

### Gruppe 5
| Pl. | Verein  | Sp. | S | U | N | Tore    | Diff. | Punkte |
| --- | ------- | --- | - | - | - | ------- | ----- | ------ |
| 1.  | Kamerun | 6   | 2 | 4 | 0 | 008:300 | +5    | 10     |
| 2.  | Namibia | 6   | 2 | 2 | 2 | 004:700 | −3    | 08     |
| 3.  | Gabun   | 6   | 1 | 4 | 1 | 005:500 | ±0    | 07     |
| 4.  | Kenia   | 6   | 1 | 2 | 3 | 002:400 | −2    | 05     |

| 06.10.1996 | Windhoek   | Namibia | – | Kenia   | 1:0 |
| 06.10.1996 | Libreville | Gabun   | – | Kamerun | 0:0 |
| 25.01.1997 | Nairobi    | Kenia   | – | Gabun   | 1:0 |
| 26.01.1997 | Yaoundé    | Kamerun | – | Namibia | 4:0 |
| 22.02.1997 | Nairobi    | Kenia   | – | Kamerun | 0:0 |
| 22.02.1997 | Windhoek   | Namibia | – | Gabun   | 1:1 |

### Gruppe 6
| Pl. | Verein           | Sp. | S | U | N | Tore    | Diff. | Punkte |
| --- | ---------------- | --- | - | - | - | ------- | ----- | ------ |
| 1.  | Togo             | 6   | 3 | 1 | 2 | 009:500 | +4    | 10     |
| 2.  | Zaire (DR Kongo) | 6   | 2 | 3 | 1 | 006:500 | +1    | 09     |
| 3.  | Liberia          | 6   | 2 | 2 | 2 | 005:800 | −3    | 08     |
| 4.  | Tansania         | 6   | 1 | 2 | 3 | 005:700 | −2    | 05     |

| 05.10.1996 | Lomé          | Togo     | – | Tansania | 2:1 |
| 06.10.1996 | Kinshasa      | Zaire    | – | Liberia  | 0:0 |
| 26.01.1997 | Dar es Salaam | Tansania | – | Zaire    | 1:2 |
| 26.01.1997 | Accra (Ghana) | Liberia  | – | Togo     | 1:2 |
| 23.02.1997 | Dar es Salaam | Tansania | – | Liberia  | 1:1 |
| 23.02.1997 | Lomé          | Togo     | – | Zaire    | 1:1 |

### Gruppe 7
| Pl. | Verein    | Sp. | S | U | N | Tore    | Diff. | Punkte |
| --- | --------- | --- | - | - | - | ------- | ----- | ------ |
| 1.  | Sambia    | 6   | 4 | 2 | 0 | 009:300 | +6    | 14     |
| 2.  | Mosambik  | 6   | 3 | 1 | 2 | 010:700 | +3    | 10     |
| 3.  | Malawi    | 6   | 3 | 0 | 3 | 009:100 | −1    | 09     |
| 4.  | Mauritius | 6   | 0 | 1 | 5 | 004:120 | −8    | 01     |

| 06.10.1996 | Belle Vue | Mauritius | – | Malawi    | 1:2 |
| 06.10.1996 | Lusaka    | Sambia    | – | Mosambik  | 1:0 |
| 25.01.1997 | Blantyre  | Malawi    | – | Sambia    | 0:2 |
| 26.01.1997 | Maputo    | Mosambik  | – | Mauritius | 3:0 |
| 22.02.1997 | Blantyre  | Malawi    | – | Mosambik  | 2:0 |
| 23.02.1997 | Curepipe  | Mauritius | – | Sambia    | 0:0 |